# Jeremy Swayman
Jeremy Swayman (* 24. November 1998 in Anchorage, Alaska) ist ein US-amerikanischer Eishockeytorwart, der seit März 2020 bei den Boston Bruins in der National Hockey League (NHL) unter Vertrag steht. Im Jahre 2023 wurde er gemeinsam mit Linus Ullmark mit der William M. Jennings Trophy als Torhüterduo mit dem geringsten Gegentorschnitt geehrt. Bei der Weltmeisterschaft 2025 gewann Swayman mit der Nationalmannschaft der Vereinigten Staaten die Goldmedaille.

## Karriere

### Jugend
Jeremy Swayman wurde in Anchorage geboren und lief dort in seiner Jugend für die Alaska All Stars sowie die Alaska Jr. Aces in regionalen Juniorenligen auf. Anschließend besuchte er die South Anchorage High School und stand für deren Eishockeyteam auf dem Eis, bevor er die Saison 2015/16 bei den Pikes Peak Miners in Colorado Springs spielte. Zur Spielzeit 2016/17 wechselte der Torhüter schließlich zu den Sioux Falls Stampede in die United States Hockey League (USHL), die ranghöchste Nachwuchsspielklasse des Landes. Auch dort war er in der Folge nur ein Jahr aktiv, ehe er an die University of Maine wechselte und fortan für deren Black Bears in der Hockey East auflief, einer Liga im Spielbetrieb der National Collegiate Athletic Association (NCAA). Zuvor hatten ihn die Boston Bruins aus der National Hockey League (NHL) im NHL Entry Draft 2017 an 111. Position ausgewählt.
In Maine verbrachte Swayman erfolgreiche drei Jahre, in denen er jeweils einem All-Star-Team angehörte. Bestleistungen zeigte er vor allem in der Saison 2019/20, in der er auf eine Fangquote von 93,9 % sowie einen Gegentorschnitt von 2,07 kam. Daher ehrte man ihn nicht nur von Seiten der Hockey East als Torhüter und auch Spieler des Jahres, sondern auf seiner Position auch mit dem Mike Richter Award als besten Torhüter der gesamten NCAA. Ebenfalls nominiert war er als einer von drei Finalisten für den Hobey Baker Memorial Award, den letztlich jedoch Scott Perunovich als bester College-Spieler der USA erhielt. Nach diesen Erfolgen statteten ihn die Boston Bruins im März 2020 mit einem Einstiegsvertrag aus.

### NHL
Die Bruins setzten den US-Amerikaner vorerst bei ihrem Farmteam ein, den Providence Bruins aus der American Hockey League (AHL), wo er trotz nur neun Einsätzen am Saisonende im Atlantic Division All-Star Team berücksichtigt wurde. Parallel dazu kam er bereits im April 2021 auch zu seinem Debüt für Boston in der NHL, in deren Kader er sich im Folgejahr etablierte und sich die Einsatzzeit zu je 41 Partien mit Linus Ullmark teilte. Nach einer Fangquote von 91,4 und einem Gegentorschnitt von 2,41 wählte man ihn sowohl als NHL-Rookie des Monats Februar als auch später ins NHL All-Rookie Team. In der folgenden Saison 2022/23 führte er gemeinsam mit Ullmark die gesamte NHL in puncto Gegentorschnitt an, sodass beide mit der William M. Jennings Trophy geehrt wurden.
Nach der Saison 2023/24 lief sein Vertrag aus, sodass er zwischenzeitlich zum Restricted Free Agent wurde. Erst kurz vor Beginn der Spielzeit 2024/25 einigte man sich im Oktober 2024 auf ein neues Arbeitspapier, das ihm über die nächsten acht Jahre ein durchschnittliches Jahresgehalt von 8,25 Millionen US-Dollar einbringen soll.

### International
Auf internationaler Ebene debütierte Swayman bei der U20-Weltmeisterschaft 2018 und gewann dort mit dem Team die Bronzemedaille, wobei er jedoch hinter Joseph Woll und Jake Oettinger nur zu drei Einsatzminuten kam. Für die A-Nationalmannschaft seines Heimatlandes hütete er in weiterer Folge bei der Weltmeisterschaft 2022 als Nummer 1 das Tor, die das Team mit dem vierten Rang abschloss. Bei den Welttitelkämpfen 2025 gewann er mit dem US-Team die erste Goldmedaille seit 65 Jahren.

## Erfolge und Auszeichnungen
| - 2018 Hockey East All-Rookie Team - 2019 Hockey East Third All-Star Team - 2020 Hockey East Spieler & Torhüter des Jahres - 2020 Hockey East First All-Star Team - 2020 Finalist für den Hobey Baker Memorial Award - 2020 Mike Richter Award | - 2021 AHL Atlantic Division All-Star Team - 2022 NHL-Rookie des Monats Februar - 2022 NHL All-Rookie Team - 2023 William M. Jennings Trophy - 2024 Teilnahme am NHL All-Star Game |

### International
- 2018 Bronzemedaille bei der U20-Weltmeisterschaft
- 2025 Goldmedaille bei der Weltmeisterschaft

## Karrierestatistik
Stand: Ende der Saison 2024/25

### International
Vertrat die USA bei:
- U20-Weltmeisterschaft 2018
- Weltmeisterschaft 2022
- 4 Nations Face-Off 2025
- Weltmeisterschaft 2025

(Legende zur Torhüterstatistik: GP oder Sp = Spiele insgesamt; W oder S = Siege; L oder N = Niederlagen; T oder U oder OT = Unentschieden oder Overtime- bzw. Shootout-Niederlage; Min. = Minuten; SOG oder SaT = Schüsse aufs Tor; GA oder GT = Gegentore; SO = Shutouts; GAA oder GTS = Gegentorschnitt; Sv% oder SVS% = Fangquote; EN = Empty Net Goal; 1 Play-downs/Relegation; Kursiv: Statistik nicht vollständig)